# Пушкарщина
Пушкарщина (укр. Пушкарщина) — село,
Недригайловский поселковый совет,
Роменский район,
Сумская область,
Украина.
Код КОАТУУ — 5923555104. Население по переписи 2001 года составляло 53 человека.

## Географическое положение
Село Пушкарщина находится в 3,5 км от левого берега реки Сула.
На расстоянии в 1,5 км расположены сёла Белоярское, Шаповалово и Мелешковка.
По селу протекает пересыхающий ручей с запрудой.